# Psychoda monticola
Psychoda monticola és una espècie d'insecte dípter pertanyent a la família dels psicòdids.

## Descripció
- La femella fa 1,40 mm de llargària a les antenes, mentre que les ales li mesuren 2,25-2,87 de longitud i 0,97-1,20 d'amplada.
- Les antenes presenten 16 segments.[2]

## Distribució geogràfica
Es troba a Nova Guinea.